# Gallotia
Gallotia – rodzaj jaszczurek z rodziny jaszczurkowatych (Lacertidae).

## Zasięg występowania
Rodzaj obejmuje gatunki występujące endemicznie na Wyspach Kanaryjskich. 

## Charakterystyka
Przedstawiciele tego rodzaju osiągają długość ciała do 45 cm. Ich dietę stanowią głównie owady i drobne kręgowce. Jaszczurki te są jajorodne, składają do 20 jaj. Objęte ochroną. Na Wyspach Kanaryjskich pojawiły się 20 mln lat temu.

## Systematyka

### Etymologia
Gallotia: epitet gatunkowy Lacerta galloti Oudart, 1839 (D. Gallot, amatorski przyrodnik, który odłowił holotyp).

### Podział systematyczny
Do rodzaju należą następujące gatunki: 
- Gallotia atlantica (Peters & Doria, 1882)
- Gallotia auaritae Mateo, Garcia-Marquez, López-Jurado & Barahona, 2001
- Gallotia bravoana Hutterer, 1985
- Gallotia caesaris Lehrs, 1914
- Gallotia galloti (Oudart, 1839) – kanaryjka niebieskoplama[5]
- Gallotia intermedia Barbadillo, Lacoba, Pérez-Mellado, Sancho & López-Jurado, 1999
- Gallotia simonyi (Steindachner, 1889)
- Gallotia stehlini (Schenkel, 1901) – kanaryjka mniejsza[5]

Niektórzy autorzy wyróżniają też wymarły gatunek Gallotia goliath, w bazie The Reptile Database jest on jednak traktowany jako synonim Gallotia simonyi.